# Claude-Joseph Drioux
Claude-Joseph Drioux (Bourdons (Alt Marne), 17 de febrer del 1820 – Lanty, 13 de maig del 1898) va ser un sacerdot francès, educador popular, cartògraf, geògraf, historiador, escriptor i religiós.

## Biografia
S'ordenà sacerdot i fou professor al seminari de Langres. Posteriorment fou fet canonge i esdevingué vicari general de la diòcesi.
Drioux era l'"autor estrella" de l'editorial Belin. Els 51 llibres de text escolars de l'abbé Drioux van tenir un gran auge a França durant més de trenta anys i d'alguns van fer-se fins a 30 edicions, "quasi tenien el monopoli de l'educació dels xiquets d'ambdós sexes en les institucions lliures primàries i secundàries del nostre país". El nombre total de llibres venuts va superar el milió. Aquest autor obtenia un ingrés fix de Belin, cosa que li va permetre adquirir el castell de Lanty (Nièvre), a la Borgonya, antiga propietat de la Marquesa de Coligny, on va morir el 1898.
Com a escriptor religiós i educador popular, Drioux va influir no només en xiquets en edat escolar, sinó també en els adults en portar les conclusions dels estudiosos alemanys a l'audiència francesa popular. La seua pictòrica Bíblia (1864) i la Història de Roma (1876) contenen moltes interpretacions evidentment procedents de fonts alemanyes contemporànies, i també de fonts del Renaixement, com Menochius. Ell retrata els "cinc germans" com els fills d'Annàs, i Caifàs com l'"Home ric" de la paràbola de Llàtzer a l'evangeli de Lluc, 16.
Com a geògraf Drioux va treballar principalment amb el cartògraf Charles Leroy. Com a editor d'obres teològiques llatines treballà amb una sèrie de coeditors.